# Ídolos (2.ª edição)
A segunda edição do Ídolos estreou em Setembro de 2004 na SIC, aproximadamente um ano depois do fim da 1.ª edição.
A última gala foi no dia 14 de Janeiro, com a vitória de Sérgio Lucas.

## Castings
- Os castings decorreram em Beja, Lisboa e Porto.

## Vencedor
- Sérgio Lucas, 28 Anos, de S. Pedro do Sul

## Júri e Apresentadores
Júri:
- Luís Jardim
- Sofia Morais
- Ramón Galarza
- Manuel Moura dos Santos

Apresentadores
- Pedro Granger
- Sílvia Alberto

## Participantes
| Participante     | Idade | Localidade        | Gala de Eliminação                |
| ---------------- | ----- | ----------------- | --------------------------------- |
| Sérgio Lucas     | 28    | S. Pedro do Sul   | Gala Final: 1.º Lugar             |
| Raquel Guerra    | 19    | Elvas             | Gala Final: 2.º Lugar             |
| André Pimenta    | 22    | Porto             | 8.ª Gala - 7 de Janeiro de 2005   |
| Gonçalo Oliveira | 24    | Alcácer do Sal    | 7.ª Gala - 31 de Dezembro de 2004 |
| Gabriela         | 19    | Lamego            | 6.ª Gala - 24 de Dezembro de 2004 |
| Luciana Abreu    | 19    | Vila Nova de Gaia | 5.ª Gala - 17 de Dezembro de 2004 |
| Helena Fernandes | 21    | Famalicão         | 4.ª Gala - 10 de Dezembro de 2004 |
| Paulo            | 23    | Coimbra           | 3.ª Gala - 3 de Dezembro de 2004  |
| Nuno Lopes       | 22    | Miratejo          | 2.ª Gala - 26 de Novembro de 2004 |
| Ruben            | 22    | Vila Nova de Gaia | 1.ª Gala - 19 de Novembro de 2004 |
| Daniela          | 19    | Paços de Ferreira | 1.ª Gala - 19 de Novembro de 2004 |

## Mini-Galas

### Mini Gala - Grupo 1
- 1.º Lugar - Luciana Abreu (Finalista)
- 2.º Lugar - Gonçalo Oliveira (Finalista)
- 3.º Lugar (Repescado) - Nuno Lopes
- Repescados - Inês David e Helena Fernandes

### Mini Gala - Grupo 2
- 1.º Lugar - Raquel Guerra (Finalista)
- 2.º Lugar - Daniela (Finalista)
- 3.º Lugar (Repescado) - André Pimenta
- Repescados - Ivo e Joana

### Mini Gala - Grupo 3
- 1.º Lugar - Sérgio Lucas (Finalista)
- 2.º Lugar - Gabriela (Finalista)
- 3.º Lugar (Repescado) - Rúben
- Repescado - Paulo

### Mini Gala - Final
- 1.º Lugar - Paulo (Finalista)
- 2.º Lugar - Nuno Lopes (Finalista)
- Escolha do júri: Rúben e Helena (Finalistas)
- Último Apurado: André Pimenta (Finalista)

## Galas

### 1.ª Gala - Top 11 (Meu Ídolo)
| Participante     | Música                                                       | Resultado          |
| ---------------- | ------------------------------------------------------------ | ------------------ |
| André Pimenta    | "You Can Leave Your Hat On" de Joe Cocker                    | Salvo Pelo Público |
| Gabriela         | "Left Outside Alone da Anastacia                             | Salva Pelo Público |
| Gonçalo Oliveira | "Sexual Healing" de Marvin Gaye                              | Salvo Pelo Público |
| Helena Fernandes | "Sopro do Coração" dos Clã                                   | Salva Pelo Público |
| Luciana Abreu    | "Run to You" da Whitney Houston                              | Salva Pelo Público |
| Nuno Lopes       | "Great Pretender" dos The Platters                           | Salvo Pelo Público |
| Raquel Guerra    | "If I Ain't Got You" da Alicia Keys                          | Salva Pelo Público |
| Sérgio Lucas     | "Still Loving You" dos Scorpions                             | Salvo Pelo Público |
| Paulo            | "This Love" dos Maroon 5                                     | 3 Menos Votados    |
| Ruben            | "Feel" do Robbie Williams                                    | Eliminados         |
| Daniela          | "Lady Marmalade" de Christina Aguilera, P!nk, Mýa & Lil' Kim | Eliminados         |

### 2.ª Gala - Top 9
| Participante     | Música                                      | Resultado          |
| ---------------- | ------------------------------------------- | ------------------ |
| André Pimenta    | "Chico Fininho" do Rui Veloso               | Salvo Pelo Público |
| Gabriela         | "Escolhas" da Sara Tavares                  | Salva Pelo Público |
| Gonçalo Oliveira | "Aprender a Ser Feliz" dos Pólo Norte       | Salvo Pelo Público |
| Luciana Abreu    | "Povo que lavas no rio" de Amália Rodrigues | Salva Pelo Público |
| Paulo            | "Sangue Oculto" dos GNR                     | Salvo Pelo Público |
| Raquel Guerra    | "Tudo o Que Eu Te Dou" de Pedro Abrunhosa   | Salva Pelo Público |
| Sérgio Lucas     | "Longe de Ti" do Império dos Sentados       | Salvo Pelo Público |
| Helena Fernandes | "Contigo"                                   | 2 Menos Votados    |
| Nuno Lopes       | "A Minha Música" de José Cid                | Eliminado          |

### 3.ª Gala - Top 8
| Participante     | Música                                    | Resultado          |
| ---------------- | ----------------------------------------- | ------------------ |
| André Pimenta    | "She's So High" de Tal Bachman            | Salvo Pelo Público |
| Gonçalo Oliveira | "I'm Walking Away" de Craig David         | Salvo Pelo Público |
| Helena Fernandes | "Don't Know Why" da Norah Jones           | Salva Pelo Público |
| Luciana Abreu    | "Fallin'" da Alicia Keys                  | Salva Pelo Público |
| Raquel Guerra    | "I'm With You" da Avril Lavigne           | Salva Pelo Público |
| Sérgio Lucas     | "The Scientist" dos Coldplay              | Salvo Pelo Público |
| Gabriela         | "Angels" do Robbie Williams               | 2 Menos Votados    |
| Paulo            | "Life's a Rollercoaster" de Ronan Keating | Eliminado          |

### 4.ª Gala - Top 7
| Participante     | Música                                                    | Resultado          |
| ---------------- | --------------------------------------------------------- | ------------------ |
| André Pimenta    | "You Sexy Thing" dos Hot Chocolate                        | Salvo Pelo Público |
| Gabriela         | "It's Raining Men" da Geri Halliwell                      | Salva Pelo Público |
| Luciana Abreu    | "I Will Survive" da Gloria Gaynor                         | Salva Pelo Público |
| Raquel Guerra    | "Fame" da Irene Cara                                      | Salva Pelo Público |
| Sérgio Lucas     | "That's The Way (I Like It)" dos KC and the Sunshine Band | Salvo Pelo Público |
| Gonçalo Oliveira | "Love is in the Air" de John Paul Young                   | 2 Menos Votados    |
| Helena Fernandes | "Don't Leave Me This Way" da Thelma Houston               | Eliminada          |

### 5.ª Gala - Top 6
| Participante     | Música                                      | Resultado          |
| ---------------- | ------------------------------------------- | ------------------ |
| André Pimenta    | "Não Posso Mais" do Pedro Abrunhosa         | Salvo Pelo Público |
| Gabriela         | "Dançar na Corda Bamba" dos Clã             | Salva Pelo Público |
| Raquel Guerra    | "In This Love" de Bob Marley                | Salva Pelo Público |
| Sérgio Lucas     | "Superstition" de Stevie Wonder             | Salvo Pelo Público |
| Gonçalo Oliveira | "Cairo" dos Táxi                            | 2 Menos Votados    |
| Luciana Abreu    | "Sympathy for the Devil" dos Rolling Stones | Eliminada          |

### 6.ª Gala - Top 5
| Participante     | Música                                       | Resultado          |
| ---------------- | -------------------------------------------- | ------------------ |
| André Pimenta    | "Every Breath You Take" dos The Police       | Salvo Pelo Público |
| Raquel Guerra    | "Unbreak My Heart" da Toni Braxton           | Salva Pelo Público |
| Sérgio Lucas     | "Crazy Little Thing Called Love" dos Queen   | Salvo Pelo Público |
| Gonçalo Oliveira | "If You Don't Know Me By Now" dos Simply Red | 2 Menos Votados    |
| Gabriela         | "You're Still The One" da Shania Twain       | Eliminada          |

### 7.ª Gala - Top 4
| Participante     | Música                                    | Resultado          |
| ---------------- | ----------------------------------------- | ------------------ |
| André Pimenta    | "Something Beautiful" do Robbie Williams  | Salvo Pelo Público |
| André Pimenta    | "Let Me Entertain You" do Robbie Williams | Salvo Pelo Público |
| Raquel Guerra    | "Crazy For You" da Madonna                | Salva Pelo Público |
| Raquel Guerra    | "Sexed Up" do Robbie Williams             | Salva Pelo Público |
| Sérgio Lucas     | "Open Your Heart To Me" da Madonna        | Salvo Pelo Público |
| Sérgio Lucas     | "Come Undone" do Robbie Williams          | Salvo Pelo Público |
| Gonçalo Oliveira | "La Isla Bonita" da Madonna               | Eliminado          |
| Gonçalo Oliveira | "She's The One" do Robbie Williams        | Eliminado          |

### 8.ª Gala - Top 3
| Participante  | Música                                                | Resultado          |
| ------------- | ----------------------------------------------------- | ------------------ |
| Raquel Guerra | "Eu Sei Que Vou Te Amar" de Tom Jobim                 | Salva Pelo Público |
| Raquel Guerra | "(You Make Me Feel) A Natural Woman" da Mary J. Blige | Salva Pelo Público |
| Sérgio Lucas  | "Estou Além" de António Variações                     | Salvo Pelo Público |
| Sérgio Lucas  | "I Don't Wanna Miss a Thing" dos Aerosmith            | Salvo Pelo Público |
| André Pimenta | "Deixa-me Rir" de Jorge Palma                         | Eliminado          |
| André Pimenta | "You Make Me Feel So Young" de Frank Sinatra          | Eliminado          |

### 9.ª Gala - Final
| Participante  | Música                                | Resultado |
| ------------- | ------------------------------------- | --------- |
| Sérgio Lucas  | "Star" dos Reamonn                    | 1.º LUGAR |
| Sérgio Lucas  | "Addicted to Love" de Robert Palmer   | 1.º LUGAR |
| Sérgio Lucas  | "Circo de Feras" dos Xutos & Pontapés | 1.º LUGAR |
| Raquel Guerra | "Simply The Best" da Tina Turner      | 2.º LUGAR |
| Raquel Guerra | "                                     | 2.º LUGAR |
| Raquel Guerra | "Jura" de Rui Veloso                  | 2.º LUGAR |

## Resultados
| Fase: | Fase:            | Galitas (Top 30) | 11 Finalistas | 11 Finalistas | 11 Finalistas | 11 Finalistas | 11 Finalistas | 11 Finalistas | 11 Finalistas | 11 Finalistas | 11 Finalistas |            |
| Gala: | Gala:            | Galitas (Top 30) | 19/11         | 26/11         | 03/12         | 10/12         | 17/12         | 24/12         | 31/12         | 07/01         | 14/01         |            |
| Lugar | Concorrentes     | Resultados       | Resultados    | Resultados    | Resultados    | Resultados    | Resultados    | Resultados    | Resultados    | Resultados    | Resultados    | Resultados |
| 1     | Sérgio Lucas     | SPP              |               |               |               |               |               |               |               |               | 1.º Lugar     |            |
| 2     | Raquel Guerra    | SPP              |               |               |               |               |               |               |               |               | 2.º Lugar     |            |
| 3     | André Pimenta    | SPJ              |               |               |               |               |               |               |               | Eliminado     |               |            |
| 4     | Gonçalo Oliveira | SPP              |               |               |               | MV            | MV            | MV            | Eliminado     |               |               |            |
| 5     | Gabriela         | SPP              |               |               | MV            |               |               | Eliminada     |               |               |               |            |
| 6     | Luciana Abreu    | SPP              |               |               |               |               | Eliminada     |               |               |               |               |            |
| 7     | Helena Fernandes | SPJ              |               | MV            |               | Eliminada     |               |               |               |               |               |            |
| 8     | Paulo            | SPP              | MV            |               | Eliminado     |               |               |               |               |               |               |            |
| 9     | Nuno Lopes       | SPP              |               | Eliminado     |               |               |               |               |               |               |               |            |
| 10/11 | Daniela          | SPP              | Eliminados    |               |               |               |               |               |               |               |               |            |
| 10/11 | Ruben            | SPJ              | Eliminados    |               |               |               |               |               |               |               |               |            |